# Covivio
Covivio (Euronext: COV), anteriormente Foncière des Régions, es una sociedad de gestión inmobiliaria francesa creada en 1998. Sus actividades se dividen entre la propiedad de oficinas (48,3%), el sector residencial (24,4%) y el sector hotelero (21,1%).
Los activos de Covivio están valorados en 23.000 millones de euros.
Covivio nació en 2018. Es el nuevo nombre de Foncière des Régions, creado a principios de la década de 2000 en Francia. La identidad de Covivio abarca todas las actividades del grupo en Europa.